# Walid Bastawi
Walid Bastawi (arab. وليد بسطاوي) – egipski zapaśnik walczący w stylu klasycznym. Srebrny medalista mistrzostw Afryki w 1997 roku.